# Išme-Dagán I.
Išme-Dagán byl syn amoritského krále Šamši-Adada I. Byl dosazen na trůn ve městě Ekallatum po úspěšném vojenském tažení jeho otce. Ovládal oblasti horního toku Tigridu, včetně městského státu Aššúr. Po smrti Šamši-Adada I. udržel vládu ve svých rukou po několik dalších let, ale postupně jeho vliv slábl pod tlakem lokálních panovníků. Jeho bratr Jašmah-Adad ovládal ve stejném období město Mari, kde byla archeology nalezena korespondence mezi oběma bratry a jejich otcem.